# Château de Chappes (Aube)
Le château de Chappes est un château situé à Chappes, en France.

## Localisation
Le château est situé sur la commune de Chappes, dans le département français de l'Aube.

## Historique
Le château de Chappes est cité dès 1108, lorsque l'on mentionne Ponce de castello capis, puis dans une charte de 1170-1176. Une nouvelle fois, le château est cité en 1316 lorsque le duc de Bourgogne y reçoit l'hommage de Marguerite d'Arcis. En 1346, Dreux II de Mello fait creuser, ou recreuser, les fossés protégeant le château. Pendant la guerre de Cent Ans, les sires de Chappes étaient du côté de leur seigneur, de Bourgogne, il s'agissait de Jacques d'Aumont, chambellan du duc. Jacques d'Aumont fut assiégé dans son château par Arnault-Guilhem de Barbazan qui le prit en décembre 1430 malgré le secours d'une armée bourguignonne menée par Antoine de Toulongeon, maréchal de Bourgogne, et Jean IV de Vergy, sénéchal de Bourgogne. Il fut rasé malgré les réticences de Jean de Chaumont qui y commandait. Il fut reconstruit par les seigneurs du lieu avant 1590 car c'est la date ou les Troyens envoyèrent le capitaine Tenon, ligueu, pour brûler le château. Il fut relevé au XVIe siècle par les sires d'Aumont. Le village faisait partie de la pairie d'Aumont en 1665. 

### Prieuré
En ce château se trouvait un prieuré avec une chapelle Notre-Dame. Ce prieuré dépendait de l'abbaye de Montiéramey. Il est fondé par les seigneurs en 1117 ; les moines eurent l'autorisation en février 1225, de la part de Clairembaud V, de percer une porte en la muraille, de bâtir un pont pour accéder à leur grange et pourpris. Le prieuré est dédié à Saint Michel avant 1521 et des prieurs sont connus jusqu'en 1789.

### Verrerie
Il y avait une verrerie à Chappes qui était dans les jardins du château et qui fut construite par Jean Orry, seigneur de la Chapelle-Godeffroy qui fit fortune en Espagne. Elle fut abandonnée en 1681.